# Jaama (Illuka)
Jaama − wieś w Estonii, w prowincji Virumaa Wschodnia, w gminie Illuka.